# Lançon-Provence
Lançon-Provence település Franciaországban, Bouches-du-Rhône megyében. Lakosainak száma 9627 fő (2022. január 1.). Lançon-Provence La Barben, Berre-l'Étang, Cornillon-Confoux, Éguilles, La Fare-les-Oliviers, Grans, Pélissanne, Saint-Chamas, Salon-de-Provence és Coudoux községekkel határos.

## Népesség
A település népességének változása:
| Lakosok száma | 2018 | 3990 | 6224 | 7530 | 8671 | 8811 | 8959 | 8941 | 9052 | 9627 |
|               | 1968 | 1982 | 1990 | 2006 | 2013 | 2015 | 2017 | 2019 | 2020 | 2022 |